# Список кардиналов, возведённых папой римским Климентом VIII
Кардиналы, возведённые Папой римским Климентом VIII — 53 прелата и клирика были возведены в сан кардинала на шести Консисториях за тринадцать лет понтификата Климента VIII.
Самой крупной консисторией была Консистория от 9 июня 1604 года, на которой было возведено восемнадцать кардиналов.

## Консистория от 17 сентября 1593 года
- Лучо Сасси, датарий Его Святейшества (Папская область);
- Франсиско де Толедо Эррера, S.J. (Испания);
- Пьетро Альдобрандини, племянник Его Святейшества (Папская область);
- Чинцио Пассери Альдобрандини, племянник Его Святейшества (Папская область).

## Консистория от 5 июня 1596 года
- Сильвио Савелли, титулярный латинский патриарх Константинопольский (Папская область);
- Лоренцо Приули, патриарх Венеции (Венецианская республика);
- Франческо Мария Таруджи, Orat., архиепископ Авиньона (Франция);
- Оттавио Бандини, архиепископ Фермо (Папская область);
- Франческо Корнер младший, епископ Тревизо, клирик Апостольской Палаты (Папская область);
- Анн д’Эскар де Живри, O.S.B., епископ Лизьё (Франция);
- Джованни Франческо Бьяндрате ди Сан-Джорджо Альдобрандини, епископ Акви (Папская область);
- Камилло Боргезе, аудитор Апостольской Палаты (Папская область);
- Чезаре Баронио, Orat., апостольский протонотарий de numero participantium (Папская область);
- Лоренцо Бьянкетти, аудитор Трибунала Священной Римской Роты (Папская область);
- Франсиско де Авила Гусман, архидьякон Толедо (Испания);
- Фернандо Ниньо де Гевара, президент королевской канцелярии Гранады (Испания);
- Бартоломео Чези, генеральный казначей Апостольской Палаты (Папская область);
- Франческо Мантика, аудитор Трибунала Священной Римской Роты (Папская область);
- Помпео Арригони, аудитор Трибунала Священной Римской Роты (Папская область);
- Андреа Барони Перетти Монтальто, апостольский протонотарий (Папская область).

## Консистория от 18 декабря 1596 года
- Филипп Баварский, избранный епископ Регенсбурга (герцогство Бавария).

## Консистория от 3 марта 1599 года
- Бонифацио Бевилакква, титулярный латинский патриарх Константинопольский (Папская область);
- Бернардо де Рохас-и-Сандоваль, епископ Хаэна (Испания);
- Альфонсо Висконти, епископ Червии (Папская область);
- Доменико Тоши, епископ Тиволи (Папская область);
- Арно д’Оссат, епископ Ренна (Франция);
- Паоло Эмилио Дзаккья (Папская область);
- Франц Сераф фон Дитрихштайн (Земли богемской короны);
- Сильвио Антониано (Папская область);
- Роберто Беллармино, S.J. (Папская область);
- Бонвизо Бонвизи, клирик Апостольской Палаты (Папская область);
- Франсуа д’Эскубло де Сурди (Франция);
- Алессандро д’Эсте, брат герцога Моденского (Моденское герцогство);
- Джованни Баттиста Дэти (Папская область).

## Консистория от 17 сентября 1603 года
- Сильвестро Альдобрандини, приор Орден Святого Иоанна Иерусалимского, внучатый племянник Его Святейшества (Папская область).

## Консистория от 9 июня 1604 года
- Серафин Оливьер-Рацали, титулярный латинский патриарх Александрийский, аудитор Трибунала Священной Римской Роты (Папская область);
- Доменико Джиннази, архиепископ Манфредонии (Папская область);
- Антонио Сапата-и-Сиснерос, архиепископ Бургоса (Испания);
- Филиппо Спинелли, титулярный архиепископ Родоса, епископ Поликастро, клирик Апостольской Палаты (Папская область);
- Карло Конти, епископ Анконы (Папская область);
- Бернард Мациевский, епископ Кракова (Речь Посполитая);
- Карло Гауденцио Мадруццо, епископ Тренто (Трентское епископство);
- Жак Дави Дю Перрон, епископ Эврё (Франция);
- Инноченцо дель Буфало-Канчелльери, епископ Камерино, апостольский нунций во Франции (Папская область);
- Джованни Дольфин, епископ Виченцы (Венецианская республика);
- Джакомо Саннезио, апостольский протонотарий (Папская область);
- Эрминио Валенти (Папская область);
- Джироламо Агукки, наставник апостольского архигоспиталя Святого Духа в Сассьи (Папская область);
- Джироламо Памфили, декан Трибунала Священной Римской Роты (Папская область);
- Фердинандо Таверна, референдарий Трибуналов Апостольской Сигнатуры Справедливости и Милости, губернатор Рима (Папская область);
- Ансельмо Марцато, O.F.M.Cap. (Папская область);
- Джованни Дориа (Папская область);
- Карло Эмануэле Пио ди Савойя старший (Папская область).